# Іщук Віктор Степанович
Ві́ктор Степа́нович Іщу́к (Сільвер) — український музикант, майстер середньовічних та народних музичних інструментів, лірник, волинкар.

## Життєпис
Народився 27 червня 1981 року в с. Бубнів Локачинського району Волинської області. Батько — Іщук Степан Олексійович (трагічно загинув у 1991 р.), мати — Іщук Марія Іванівна (22.06.1956 — 09.10.2020).
У 1985 році Віктор Іщук переїхав у с. Підгайці Луцького району. Навчався в музичній школі на фортепіано, після того, у 1992—1994 роках — у художній школі.
Згодом зацікавився палеонтологією, 1992 проводив розкопки на Волині, за матеріалами яких захистив дипломну роботу у Волинському державному університеті ім. Лесі Українки (1998-2003).

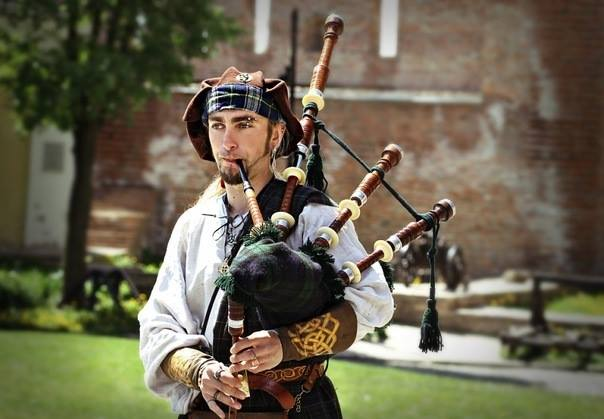
Віктор Іщук

23 лютого 2001 року під час лицарського фестивалю, що проходив у Луцькому замку, зацікавився старовиною та приєднався до руху реконструкторів культури кельтських народів (Шотландія, Ірландія). Того ж року прийняв для себе рішення «стати лицарем — тобто чоловіком, який усе життя буде підлаштовуватися під чіткий устав середньовічного воїна: служити Богові й державі». З того часу лицар Сільвер розпочав читання лекцій у школах і навіть церквах. Найважливішим зрушенням у дослідженні середньовіччя стало дослідження стародавніх музичних інструментів, мелодії яких надихали лицарів та відбивали їхній світогляд. Здібність до ремесел стрімко перетворила Віктора Іщука на талановитого майстра із дуже широким спектром музичних інструментів: від простих сопілок і до складних колісних лір, арф та рідкісних інструментів різних народів (від Скандинавії і до Монголії).
Серед покупців Сільвера є такі відомі особистості, як Ніно Катамадзе, Андрій Ляшук та колишній голова Луцької міської ради Богдан Шиба. Волинка і жалійка роботи Віктора Іщука є у особистій збірці Ніни Матвієнко.
Серед робіт Віктора Іщука також точні копії інструментів з фондів Луцького обласного краєзнавчого музею, що дозволили дослідити звучання стародавніх експонатів через сучасні копії. Зокрема йдеться про точну копію ліри на якій грав останній волинський лірник Іван Власюк.
Знімався у фільмі за книжкою Миколи Мартинюка «Під мурами твердині» про Луцький замок, Данила Галицького. Зокрема у фільмі грав музиканта, а також є автором оригінального саундтреку стрічки.

### Волинки

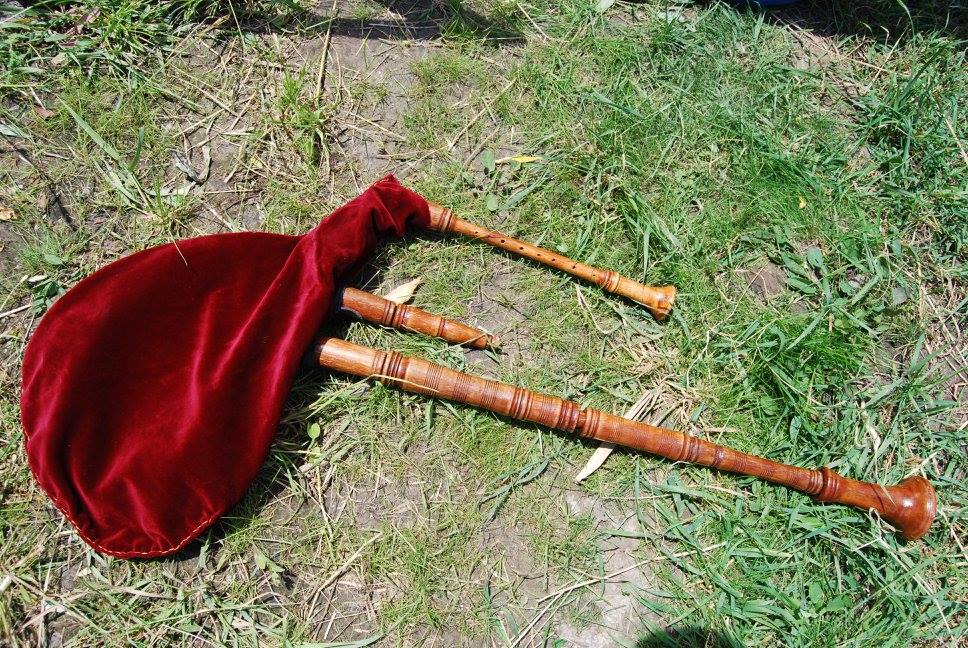
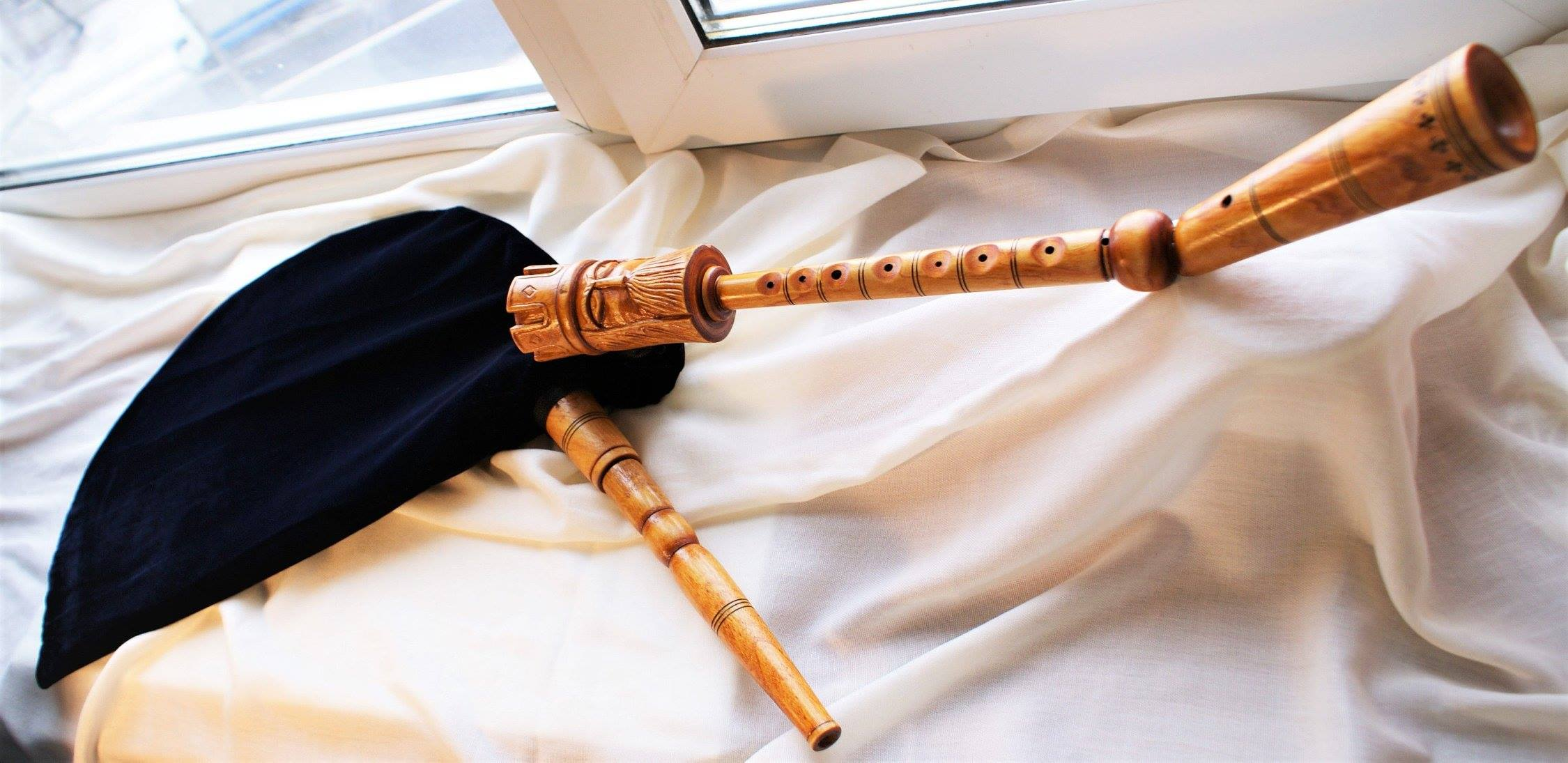
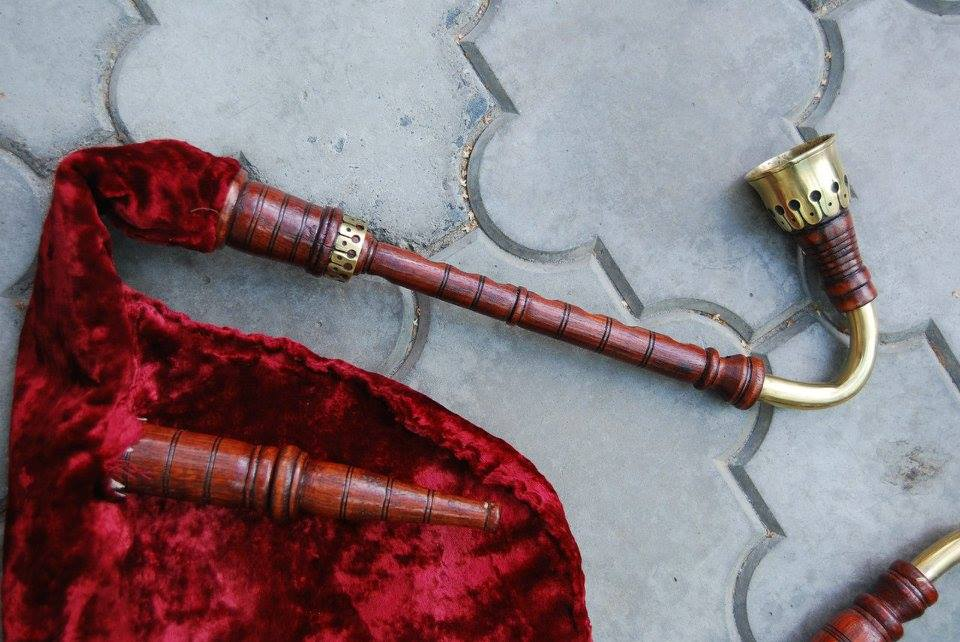
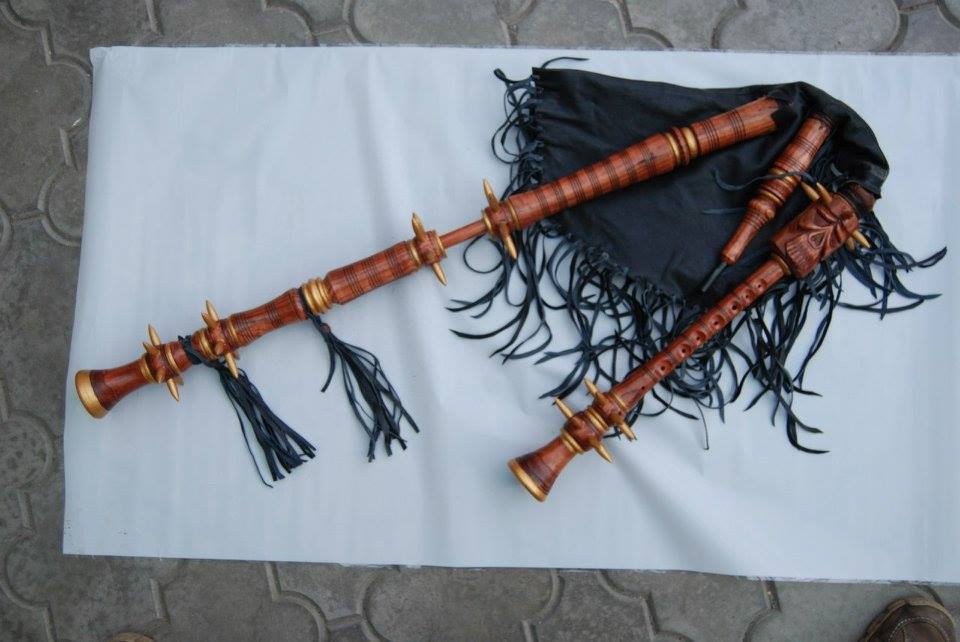
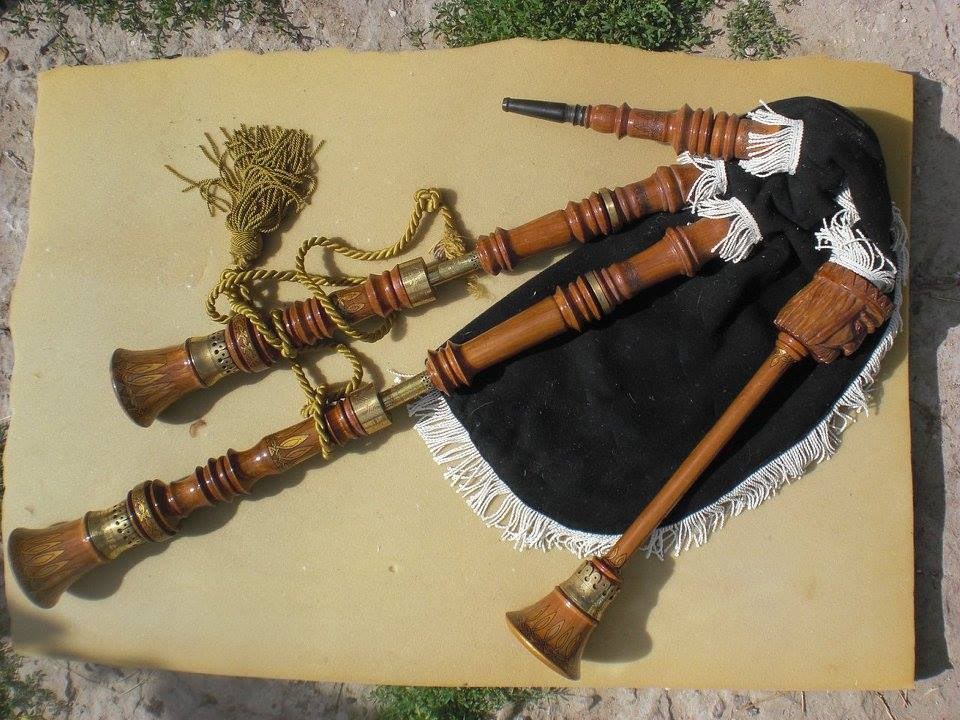
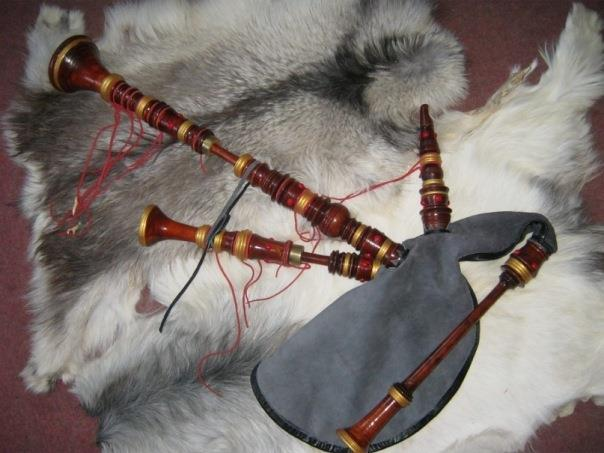

### Колісні ліри

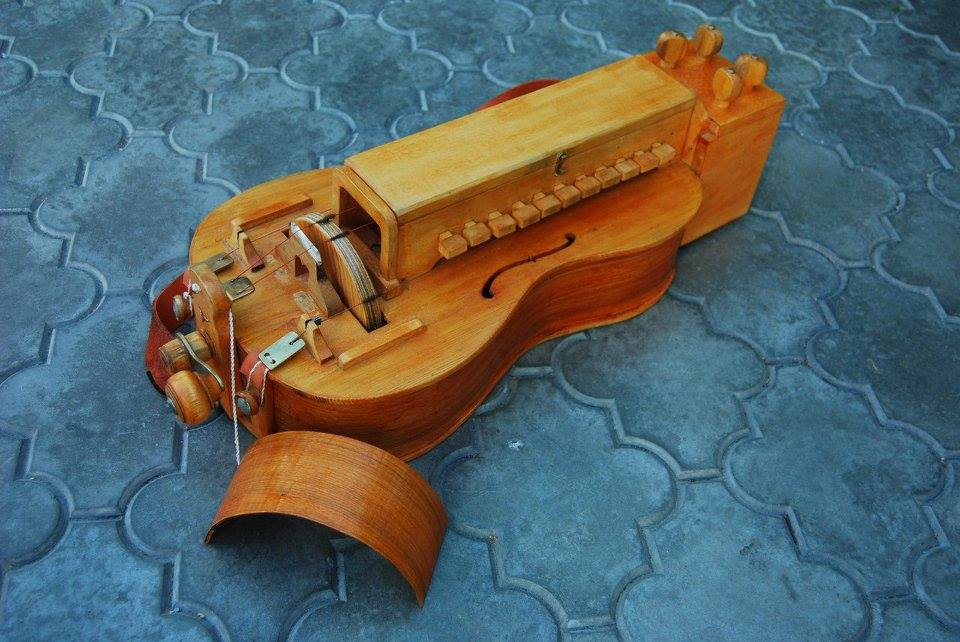
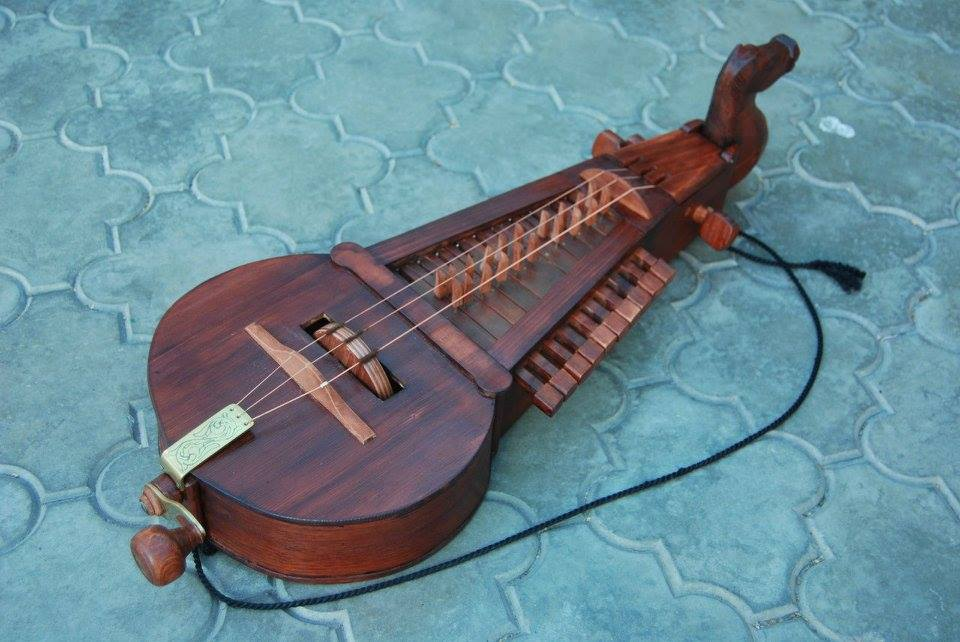
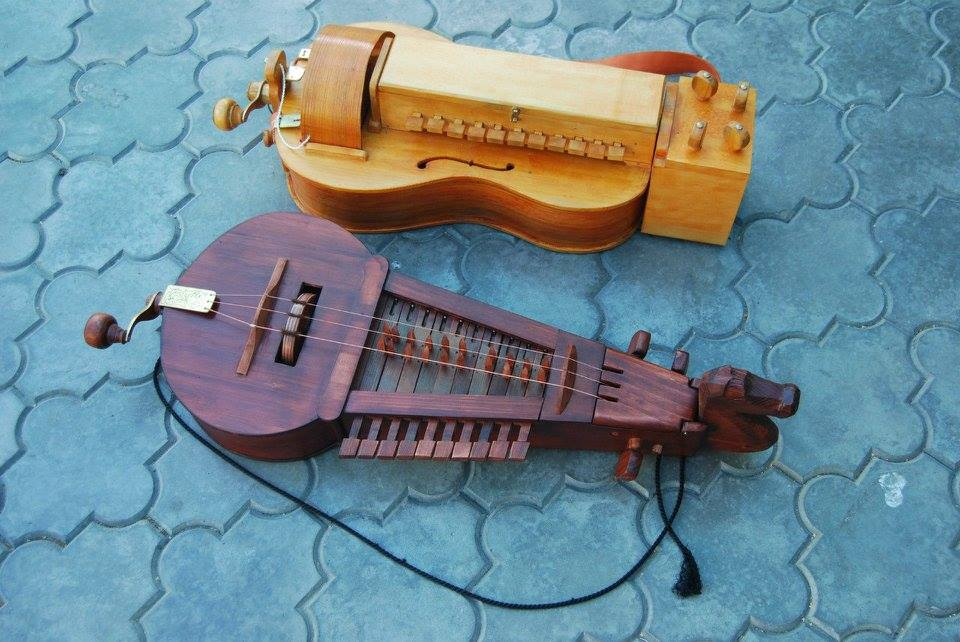
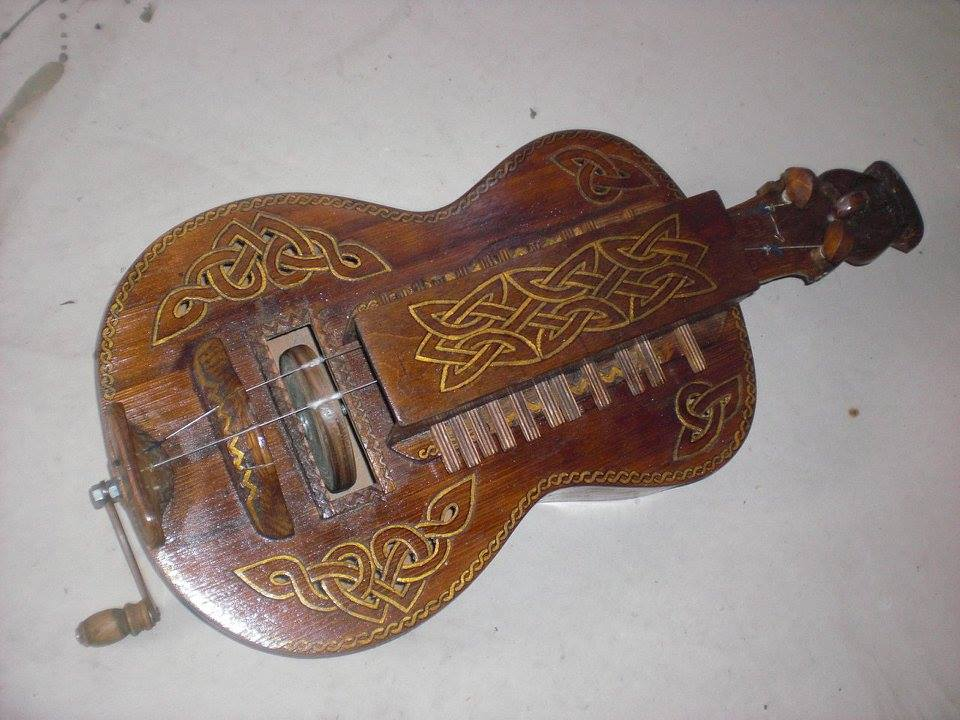
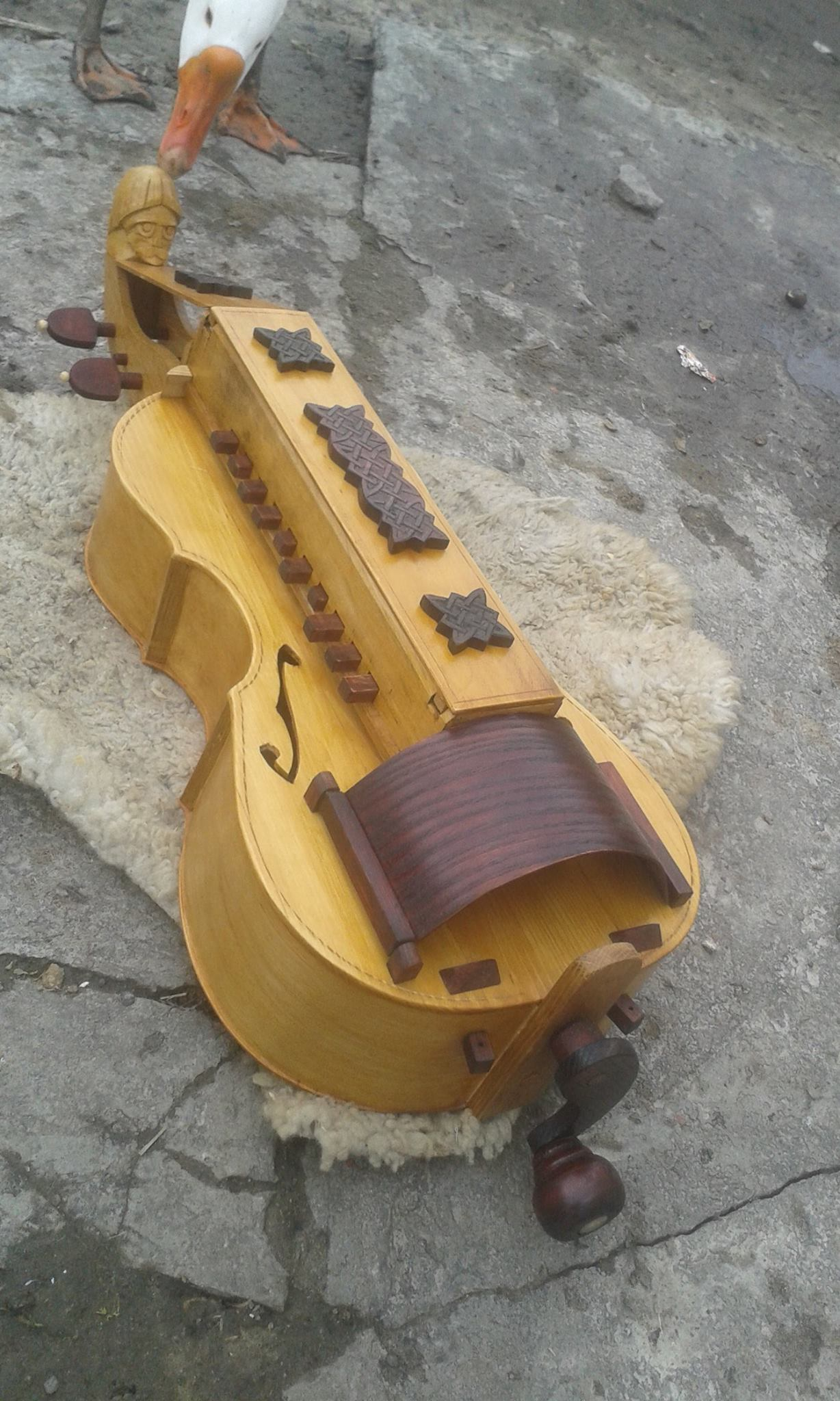

### Різноманітні інструменти

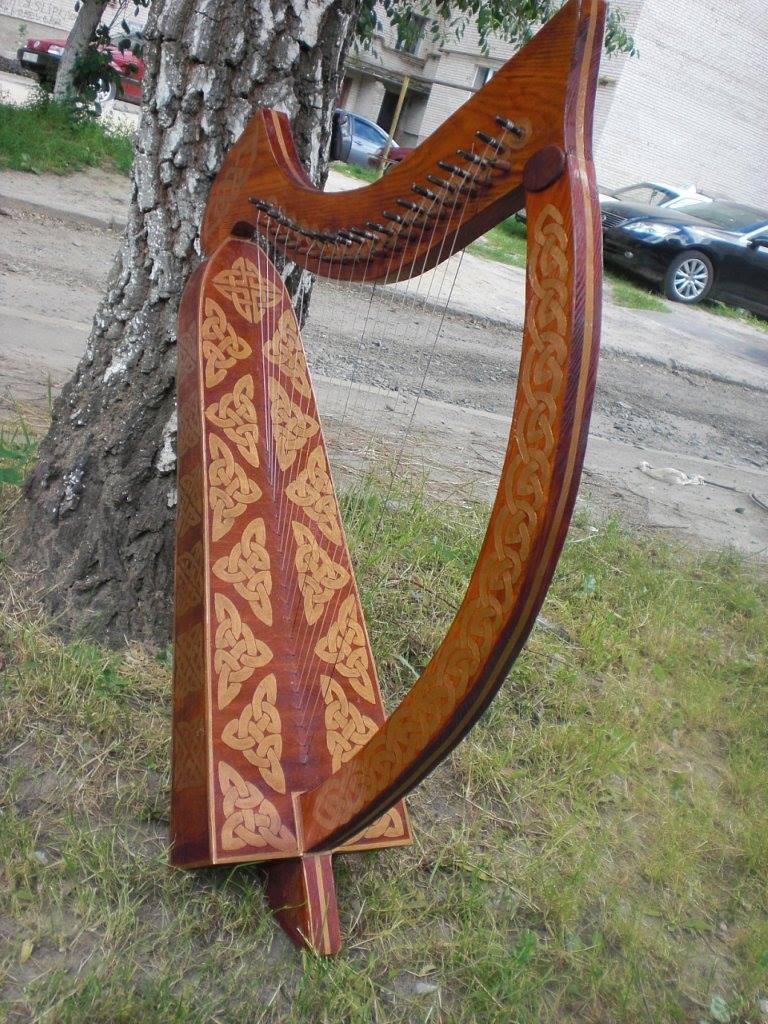
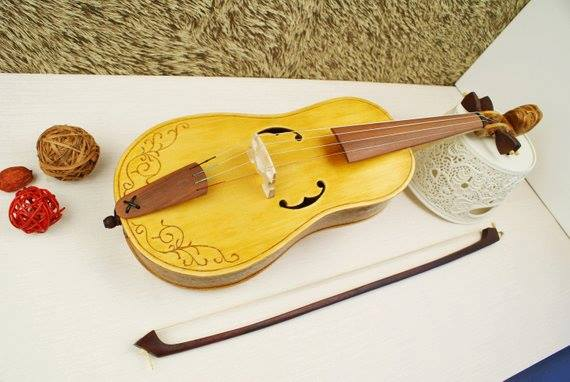
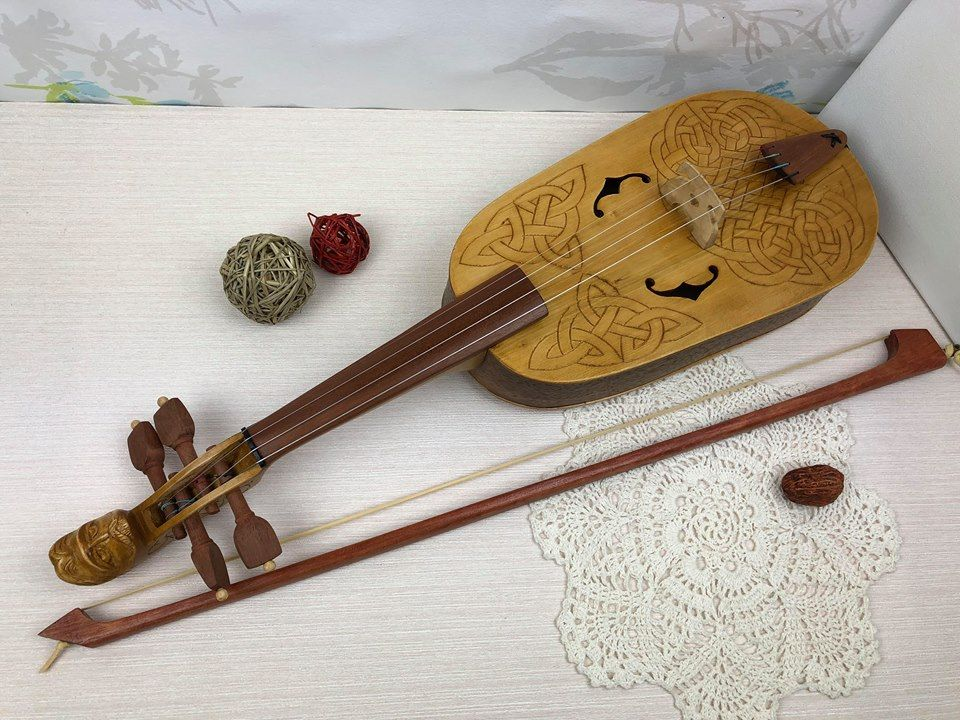
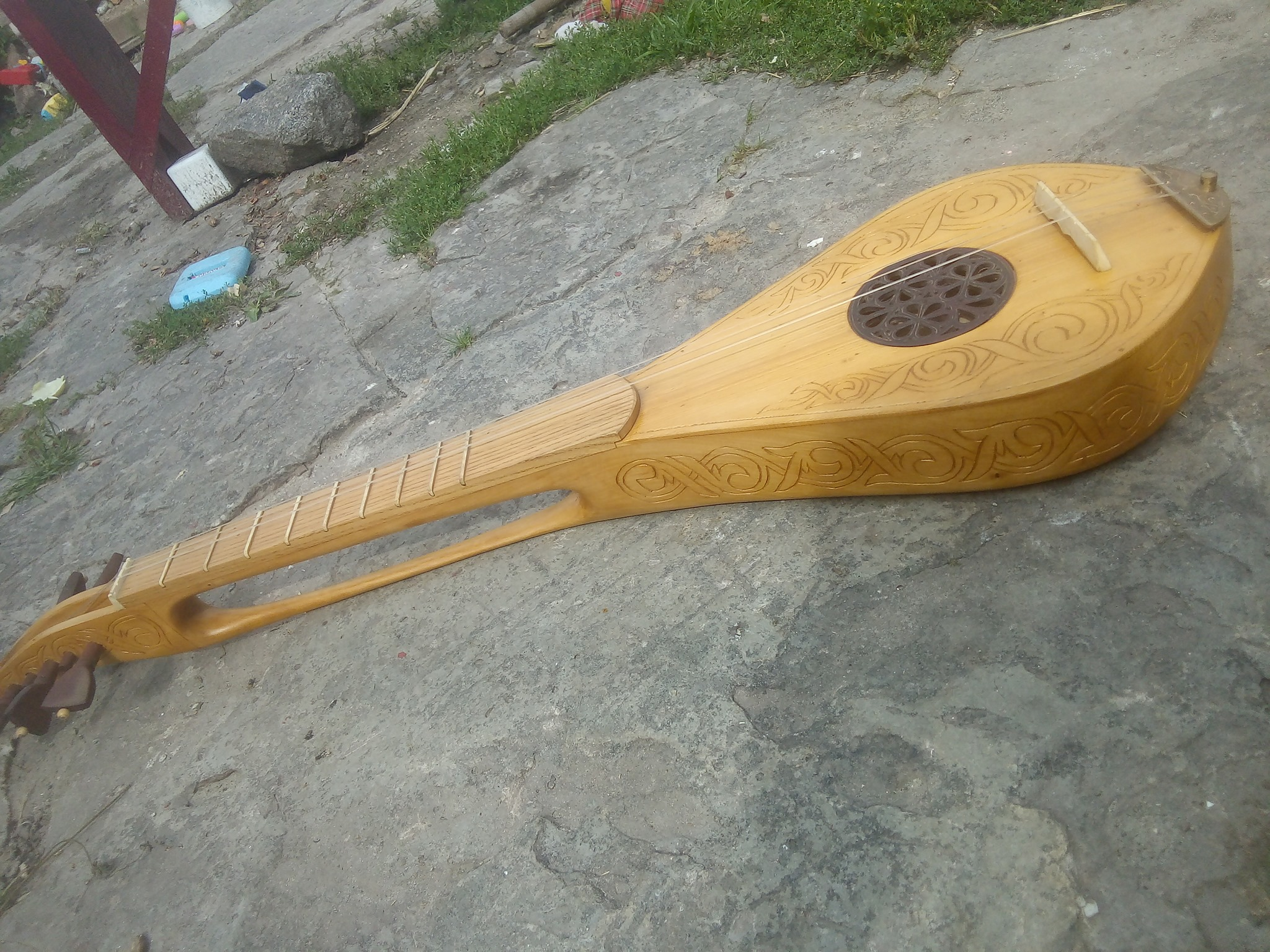
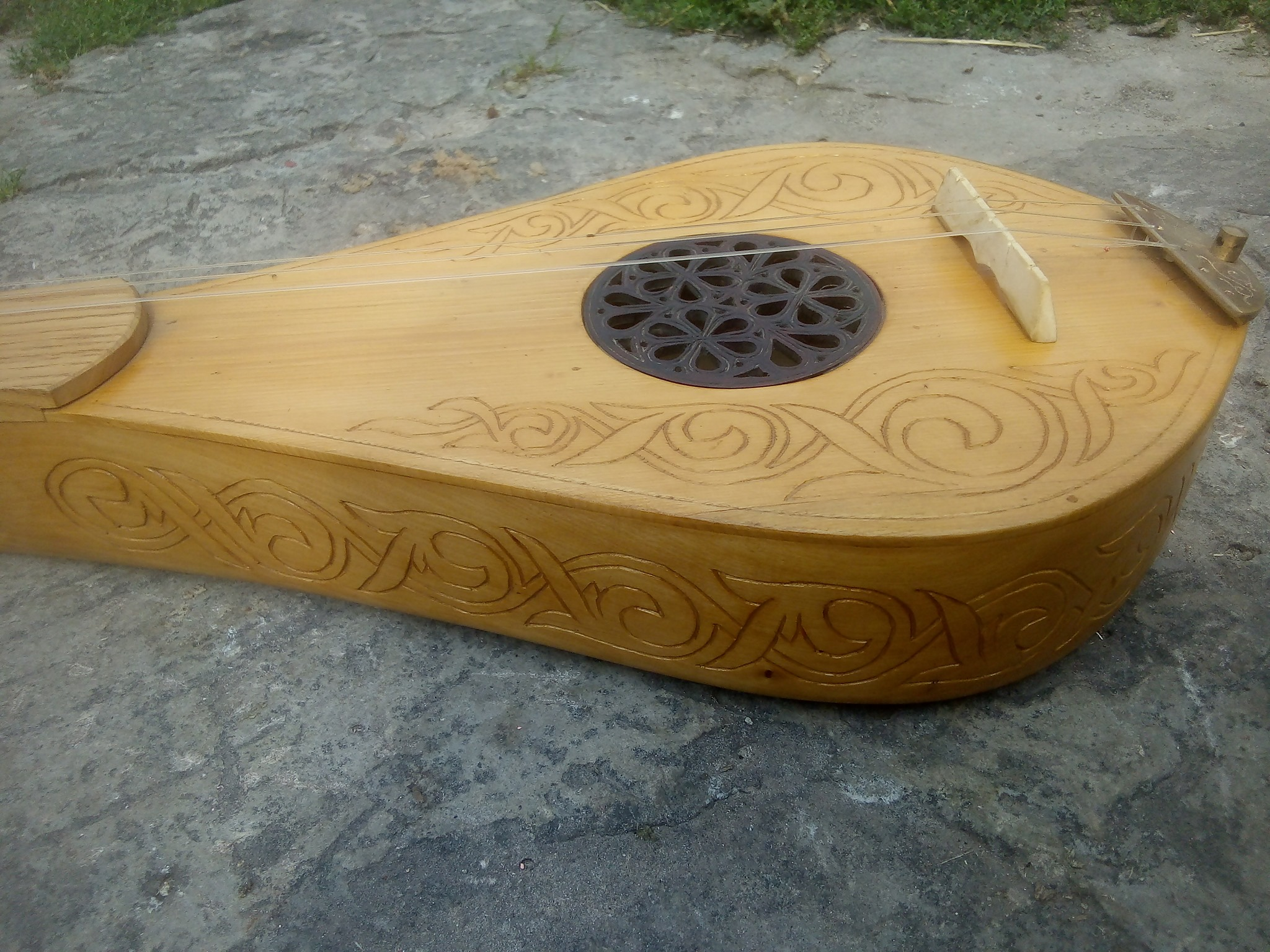
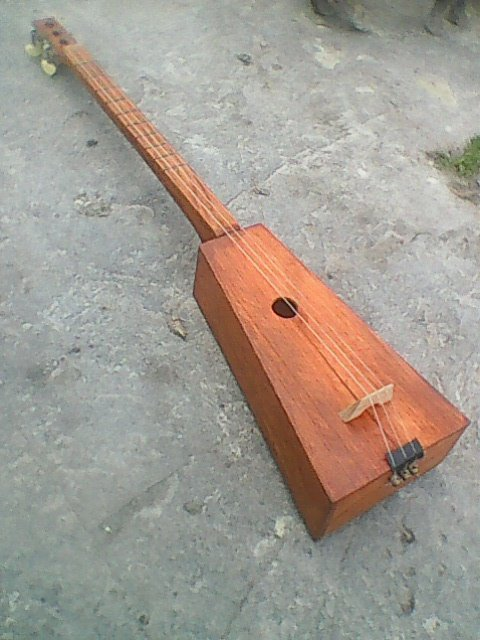
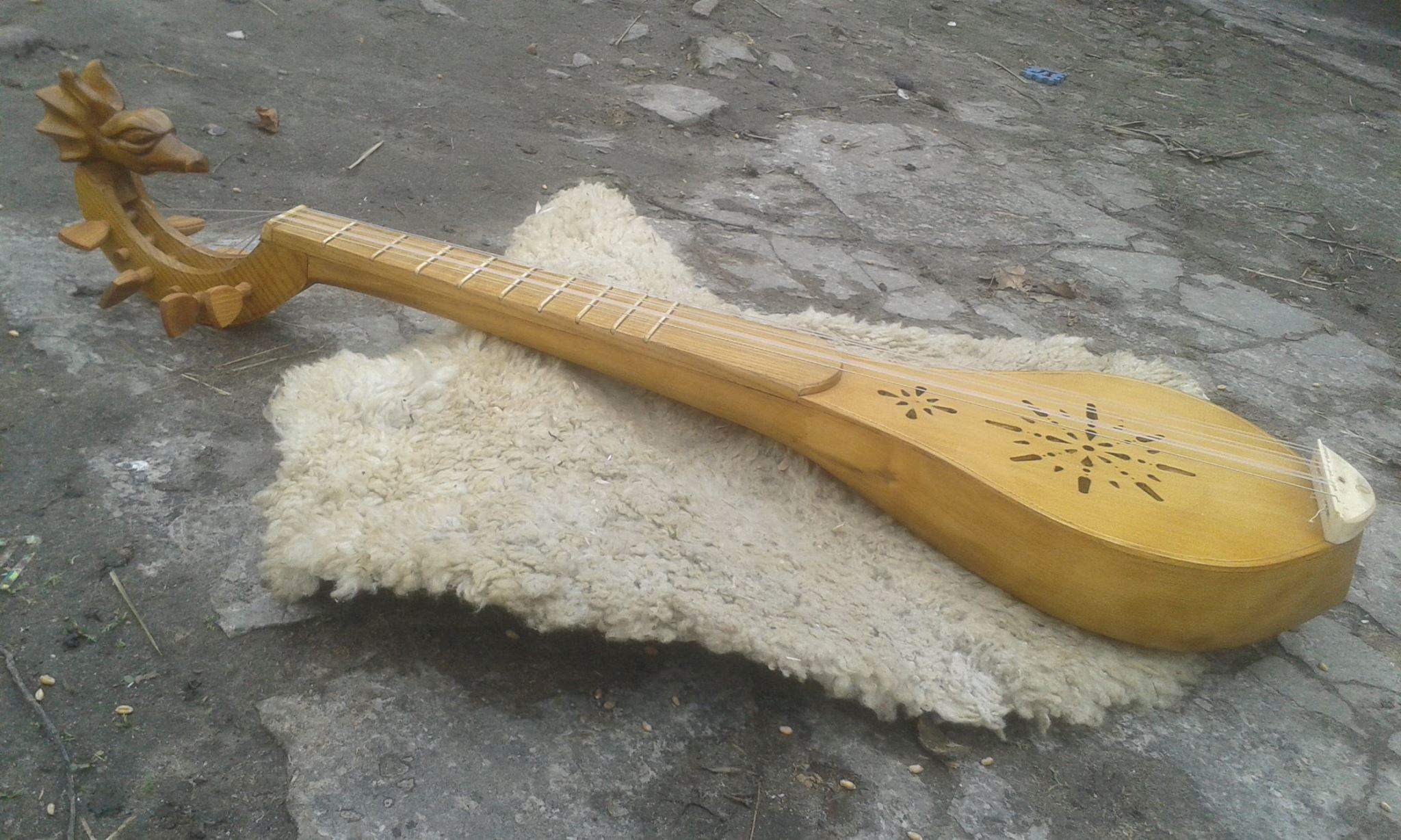
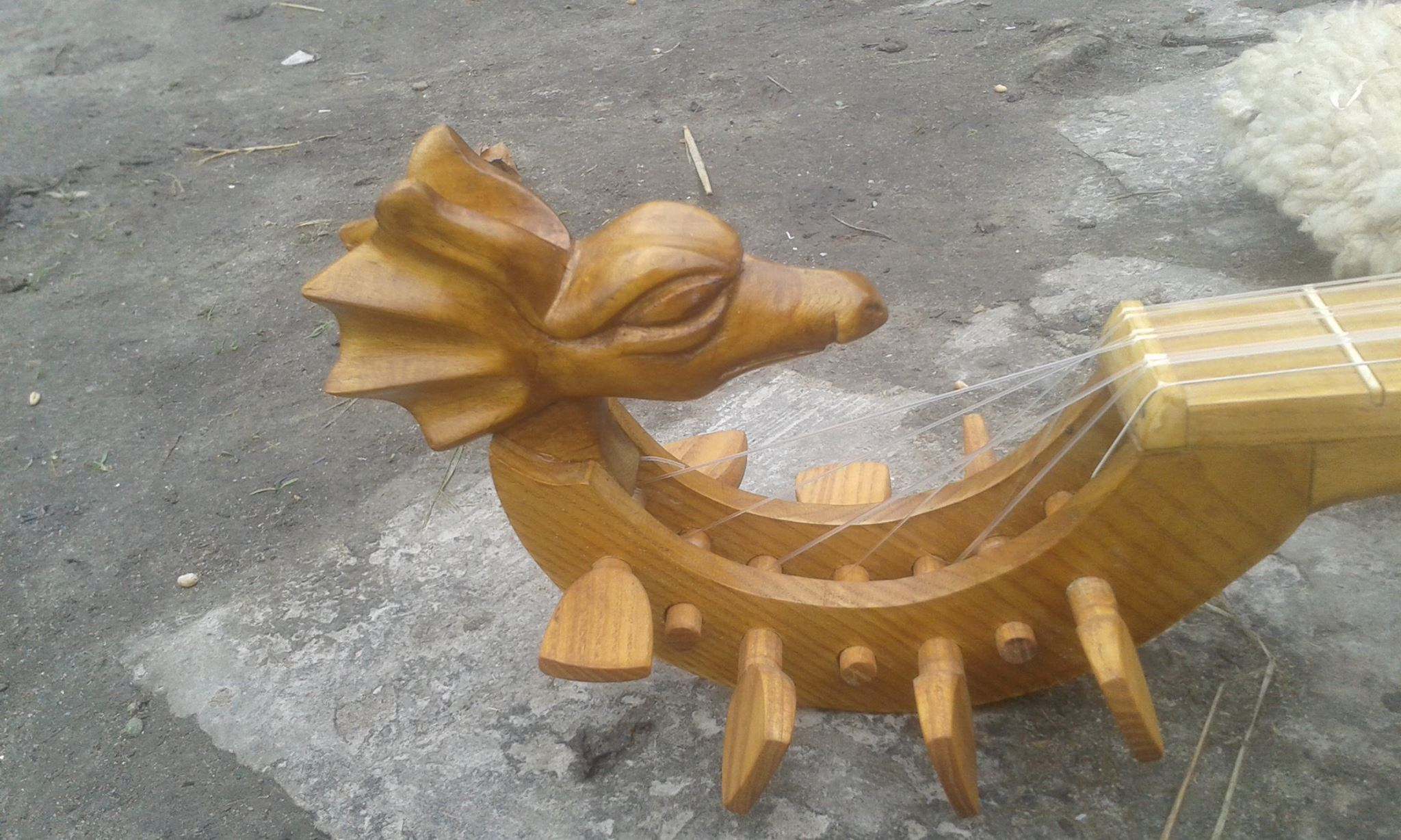
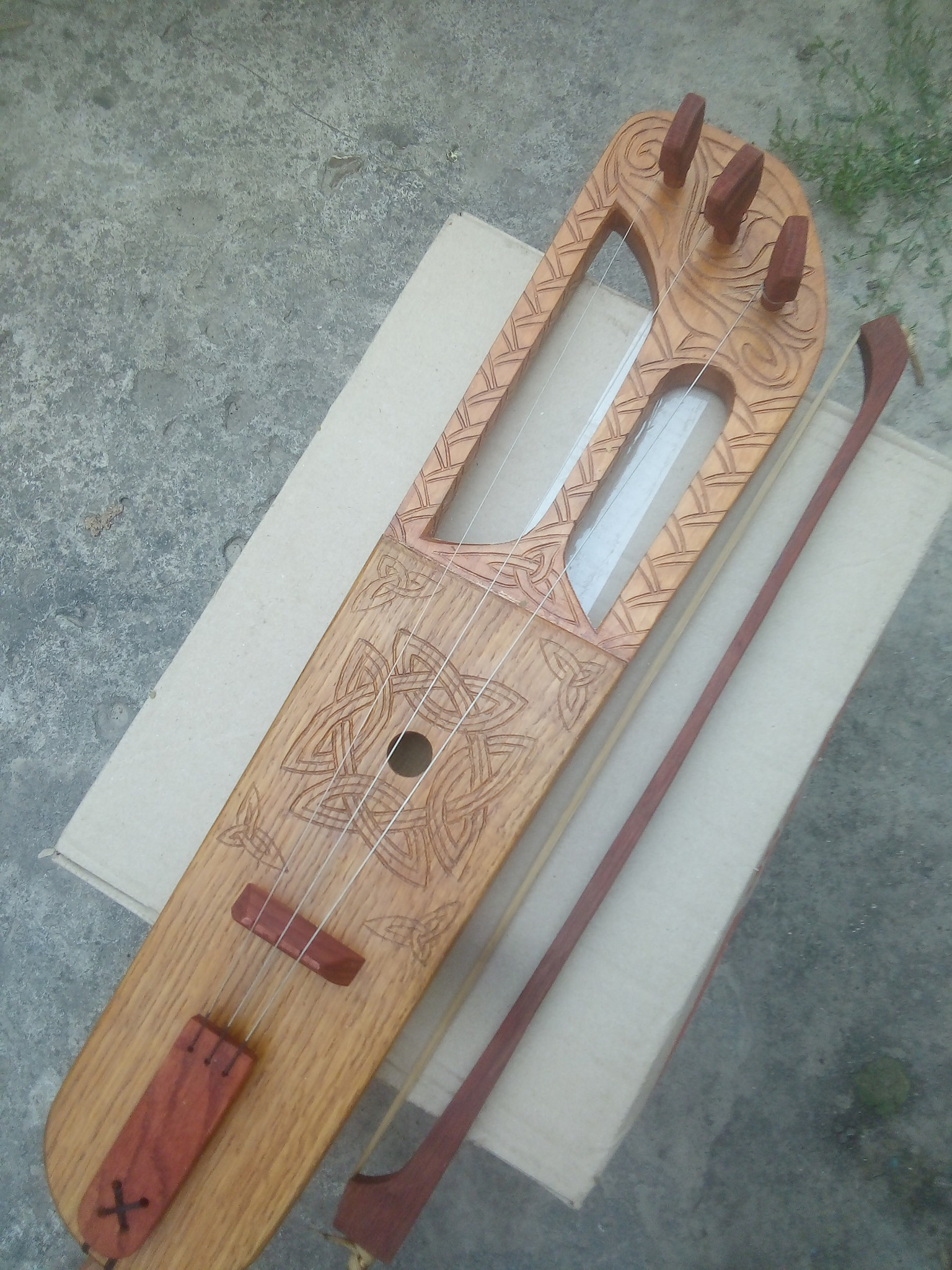
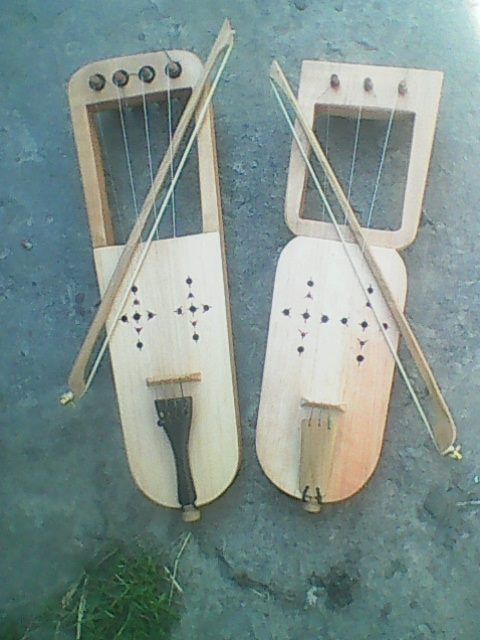
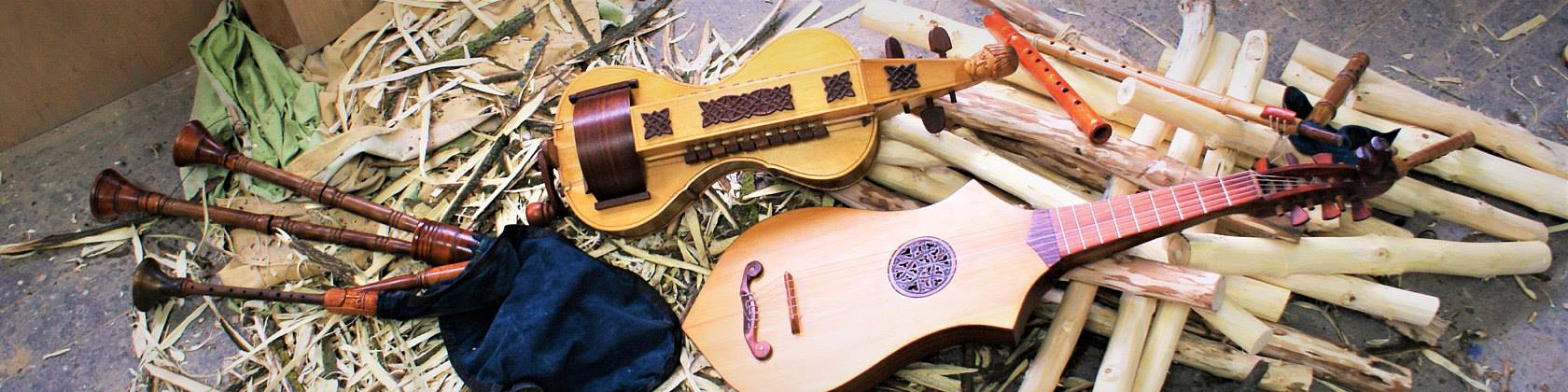
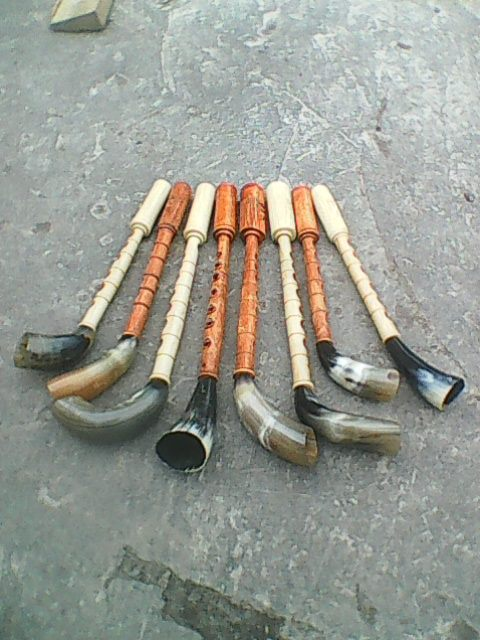
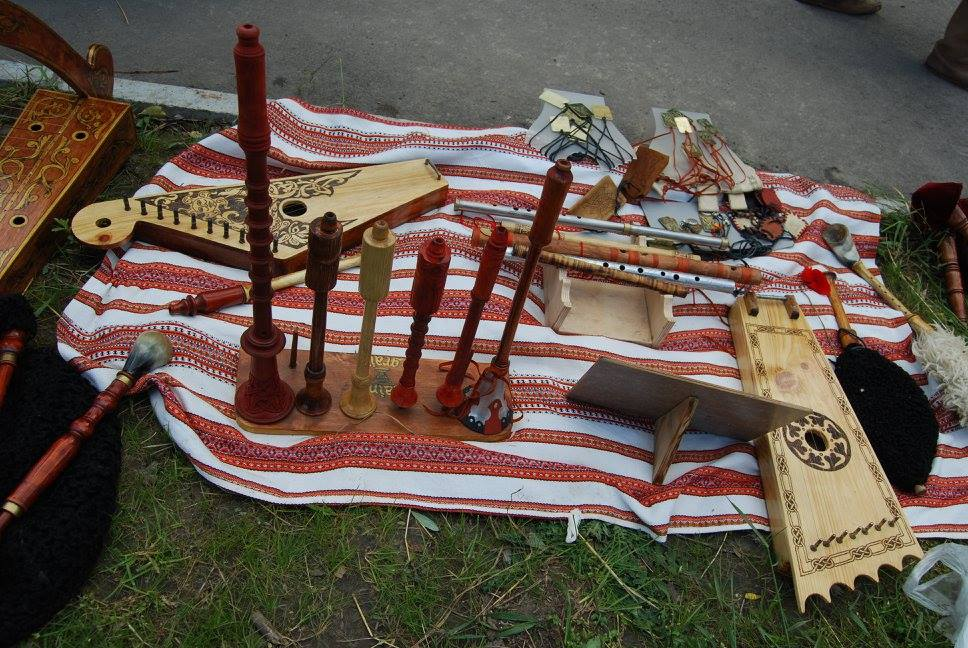
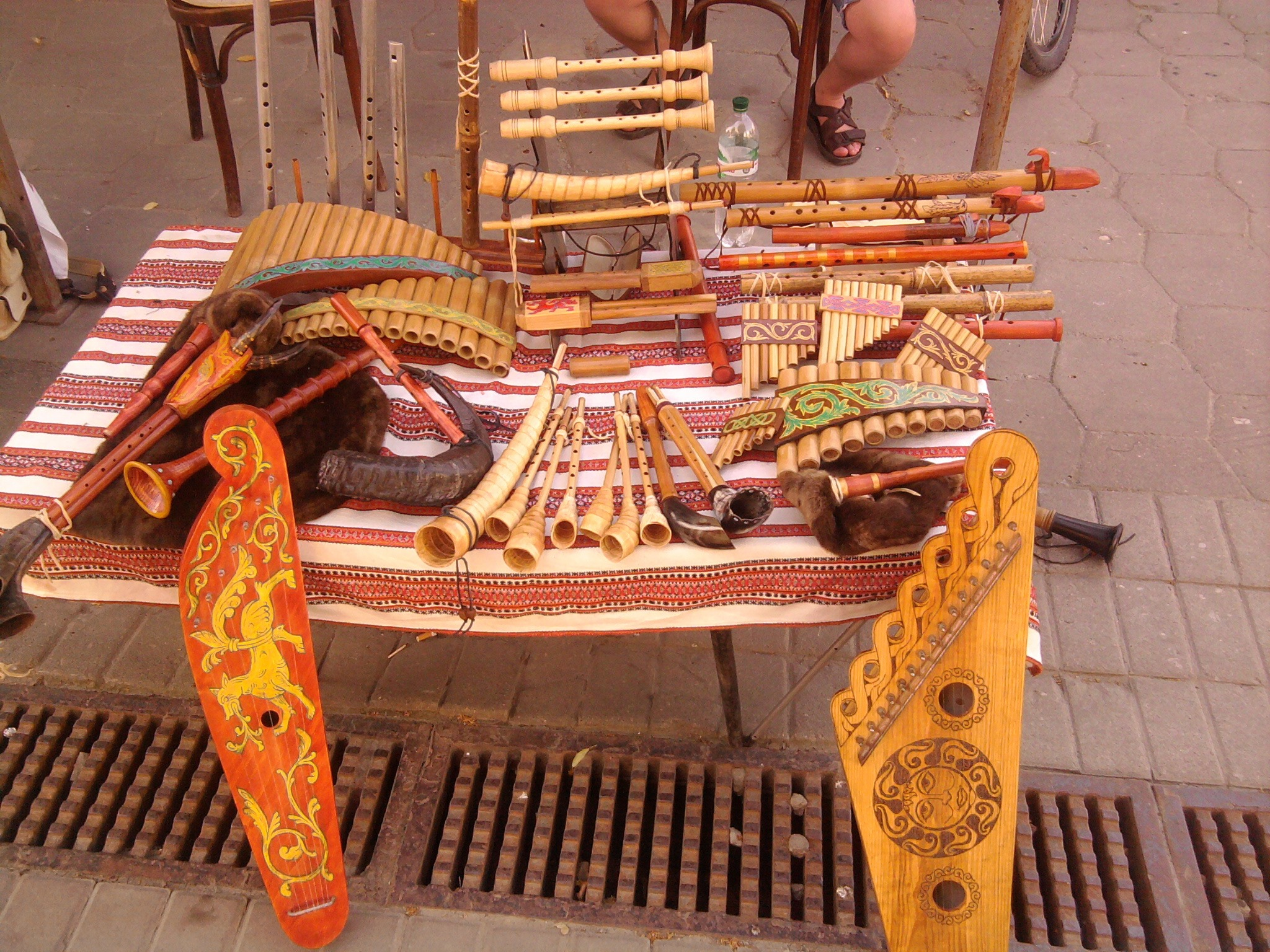
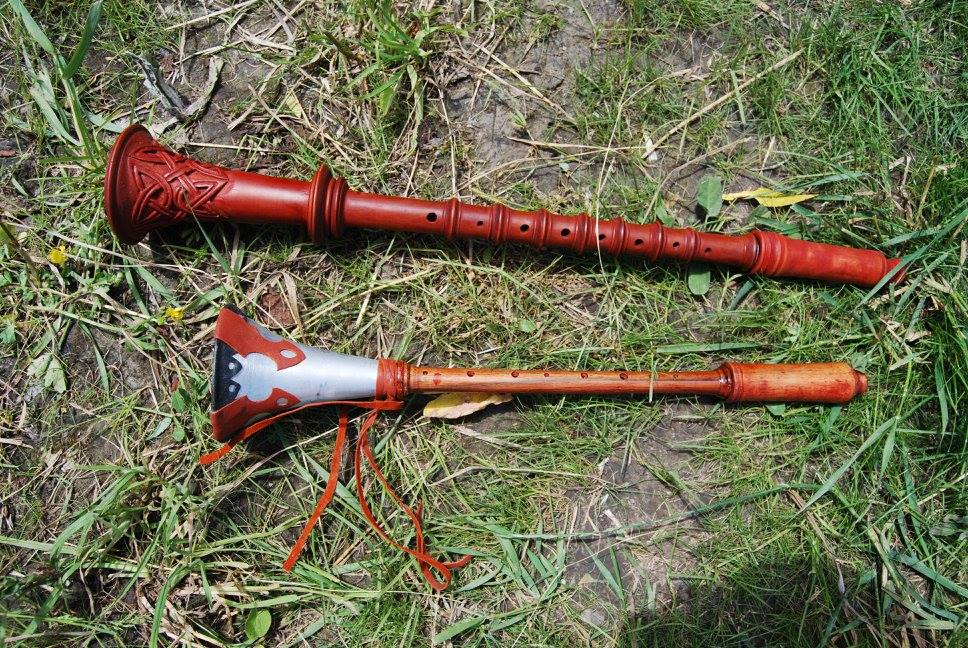
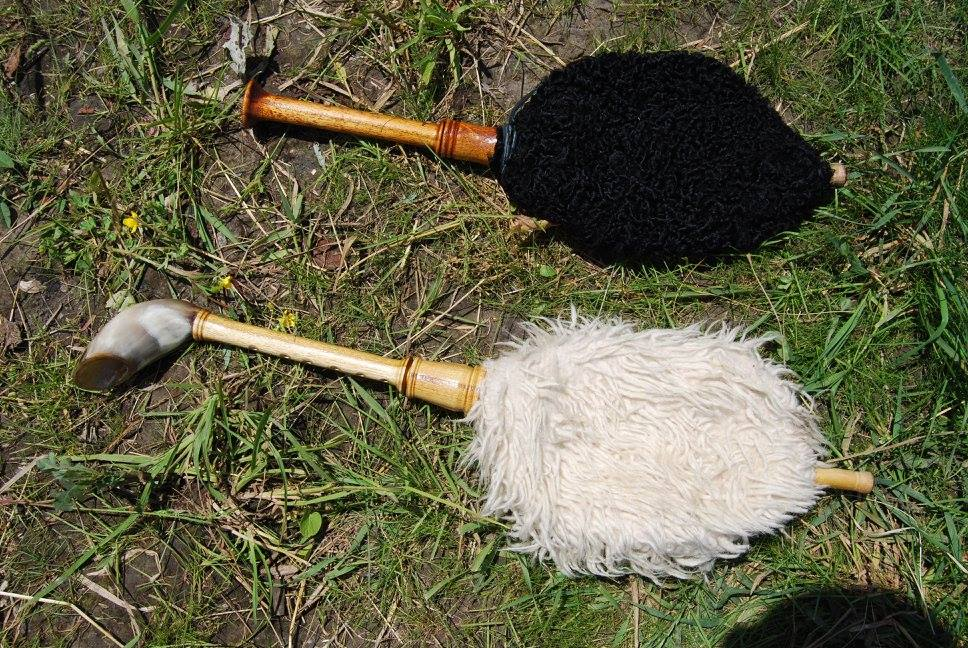

## Родина
Родина Віктора Іщука має відомих захисників української державності, Прадід Віктора Іщука, Матвій Данилюк у 1918 році був учасником Бою під Крутами і став останнім ветераном Армії УНР та учасником бою під Крутами, що прожив найдовше та помер 1994 року на 103 році свого життя. Матвій Данилюк — єдиний учасник бою під Крутами, що дочекався незалежності України. Батько Віктора — Степан Олексійович в 1991 році допомагав зносити пам'ятник Леніну в м. Луцьку. Молодший брат Володимир Іщук — загинув під Іловайськом в 2014 році та нагороджений орденом «За мужність» III ступеня (29 вересня 2014, посмертно).

## Учні
Найвідомішим учнем Віктор Іщука є волинянин Дмитро Березюк.